# Железнодорожный мост Аньцин
Мост Аньцин (кит. 安庆长江铁路大桥) — комбинированный мостовой переход, пересекающий реку Янцзы, расположенный на территории городских округов Аньцин и Чичжоу; длиннейший по параметру основного пролёта вантовый железнодорожный мост в мире; 22-й по длине основного пролёта вантовый мост в Китае. Является частью скоростной железной дороги Нанкин — Аньцин.

## Характеристика
Мост соединяет западный (северный) и восточный (южный) берега реки Янцзы соответственно район Инцзян городского округа Аньцин с районом Гуйчи городского округа Чичжоу.
Длина мостового перехода — 2 996,8 м, в том числе мост 1 363 м. Мостовой переход представлен секцией двухпилонного вантового моста с длиной основного пролёта 580 м, который сменяется секцией балочной конструкции с одной стороны и двумя мостовыми подходами с обеих сторон. Пролётные строения моста над рекой изготовлены в виде решётчатых конструкций: ферм. Высота основных башенных опор — 210 м. Башенные опоры имеют форму перевёрнутой буквы Y.
Имеет 4 ж/д линии (по две в обе стороны).
Один из трёх мостов через реку Янцзы на территории городского округа Аньцин; другие —Тунлин и Первый Аньцин, соединяющие Аньцин соответственно с городами Тунлин и Чичжоу. Открытие моста сократило время в пути между городами Нанкин и Аньцин с 8 часов до 90 минут. Строительство моста обошлось в 1,43 млрд. юаней.